# Drive (film 2011)
Drive è un film del 2011 diretto da Nicolas Winding Refn e interpretato da Ryan Gosling.
Basato sull'omonimo romanzo di James Sallis, il film è valso al regista il prix de la mise en scène al festival di Cannes.

## Trama
Un pilota d'auto, oltre a lavorare come meccanico e stuntman cinematografico a Hollywood, arrotonda prestando servizio come autista per alcuni rapinatori di banche. Il suo datore di lavoro, Shannon, è un meccanico che in passato ha avuto problemi con la mafia, finendo gambizzato, e che, proprio tramite l'aiuto di un altro boss, Bernie Rose, cerca di creare una scuderia automobilistica per correre nella NASCAR, impiegando il protagonista come pilota.
Nel suo palazzo vive una donna di nome Irene, il cui marito è in carcere e che vive con il figlio Benicio. Avendo occasione di frequentarli si innamora della donna, pur non dichiarandole i propri sentimenti, e anche questa, pur essendo ancora affettivamente legata al marito, sembra essere attratta dal pilota. L'arrivo di Standard Gabriel, il marito scarcerato, sembra troncare la possibilità che il rapporto tra i due abbia ulteriori sviluppi.
Una sera, rientrando a casa, il pilota trova però Standard ferito e vede due uomini allontanarsi. Standard deve del denaro a Nino per la "protezione" avuta in carcere, cifra che aumenta ogni giorno di più e che non è in grado di pagare: i due gli avevano proposto di compiere una rapina ad un banco dei pegni per estinguere il debito, ma l'uomo aveva rifiutato, avendo deciso di abbandonare del tutto l'ambiente criminale, e per questo motivo era stato pestato a sangue davanti al figlio, al quale avevano dato come minaccia e monito una pallottola. Il prossimo bersaglio dei criminali sono la moglie e il figlio, per cui il pilota decide di aiutare Standard nella rapina.
Questa inaspettatamente finisce nel sangue. Standard viene infatti ucciso all'uscita del negozio dopo che Blanche, una sua complice, è già tornata in macchina con il bottino e una seconda auto li insegue, cercando di mandarli fuori strada e di recuperare il denaro. I tentativi dell'inseguitore si rivelano essere inutili in confronto all'esperienza e alle capacità straordinarie del protagonista. Dopo essersi rifugiato in un hotel con l'altra complice, Blanche, il pilota ascolta la notizia del furto data dai notiziari, che indicano il fatto come una rapina tentata e fallita dal solo Standard e dicono esplicitamente che non è stato rubato nemmeno un dollaro. Il pilota dunque interroga Blanche scoprendo che la ragazza sapeva della seconda macchina. I due vengono poi assaliti da due killer, che uccidono la ragazza, per essere in seguito uccisi a loro volta dal pilota.
Quest'ultimo si ritrova quindi suo malgrado dentro una lotta malavitosa: i soldi appartenevano in realtà ad un mafioso di Philadelphia, che voleva investirli in zona ed usava il banco dei pegni come copertura. Nino aveva organizzato la rapina e l'operazione di recupero del denaro tramite la seconda auto (guidata dall'uomo con cui avevano preso accordi il pilota e Standard) per far sparire il denaro della rapina senza che si potesse risalire a lui. Inizialmente il pilota, che cerca di restituire il denaro in cambio della sicurezza sua e di Irene, non sa che dietro alla rapina c'è Nino e, parlandone con Shannon, finirà per fare sapere indirettamente proprio a Bernie e Nino che è lui ad avere il denaro.
Lo stesso Shannon, essendo a conoscenza della rapina e resosi ormai conto che Nino e Rose non vorranno lasciare alcun testimone in vita, cerca di fuggire dalla città, ma viene ucciso da Bernie poco prima della partenza. I due boss hanno infatti deciso che nessuno di coloro che sono a conoscenza del fatto deve rimanere in vita per evitare che la mafia punisca Nino per aver tentato di danneggiare un capofamiglia.
Dopo essere scampato ad un secondo tentativo di omicidio, preceduto dall'unico bacio con Irene, il pilota riesce ad uccidere Nino e ad accordarsi con Bernie per la restituzione del denaro. Bernie chiarisce che lui può garantire la sicurezza di Irene e di suo figlio, ma il pilota è ormai sulla lista nera della mafia e dovrà guardarsi le spalle per sempre. Fattosi consegnare il denaro, Bernie pugnala il pilota all'addome, ma viene a sua volta accoltellato a morte. Mentre Irene prova a bussare alla porta di casa del pilota, senz’ottenere risposta, questi, ferito in modo apparentemente grave, parte nella notte verso una destinazione sconosciuta.

## Produzione
Con un budget attorno ai quindici milioni di dollari, il film è stato girato interamente a Los Angeles (California) tra il 25 settembre e il 12 novembre 2010.
Il film presenta numerose differenze rispetto al romanzo, mantenendone comunque l'atmosfera. Gli eventi, che nel libro sono divisi su due piani temporali diversi (presente e passato del protagonista), nel film vengono concentrati in un unico blocco narrativo, senza il ricorso a flashback. Lo sceneggiatore Hossein Amini considerava infatti l'idea di adattare lo stile narrativo del romanzo come un'operazione troppo complicata per un lungometraggio.
Uno dei primi ad essere contattato dal produttore Marc E. Platt fu Ryan Gosling. Sebbene quest'ultimo fosse scoraggiato dai film d'azione d'attualità, che a suo dire si concentravano maggiormente sulle acrobazie invece che sui personaggi, accettò in breve tempo l'offerta di partecipare al progetto poiché era fortemente attratto dalla trama, forte a suo dire di avere come protagonista un uomo dal "carattere molto forte" e al centro della trama una storia d'amore "potente".
Dopo che Ryan Gosling firmò per il ruolo di attore protagonista, gli è stato permesso di scegliere per la prima volta nella sua carriera chi sarebbe stato il regista del film. L'attore scelse così il regista danese Nicolas Winding Refn, di cui ammirava molto il lavoro. Credendo che il regista potesse essere intimidito dalla sceneggiatura, poiché era diversa da qualsiasi cosa avesse fatto prima, Gosling era preoccupato se Refn accettasse o meno il progetto. Tuttavia quest'ultimo accettò senza esitazione.

## Colonna sonora

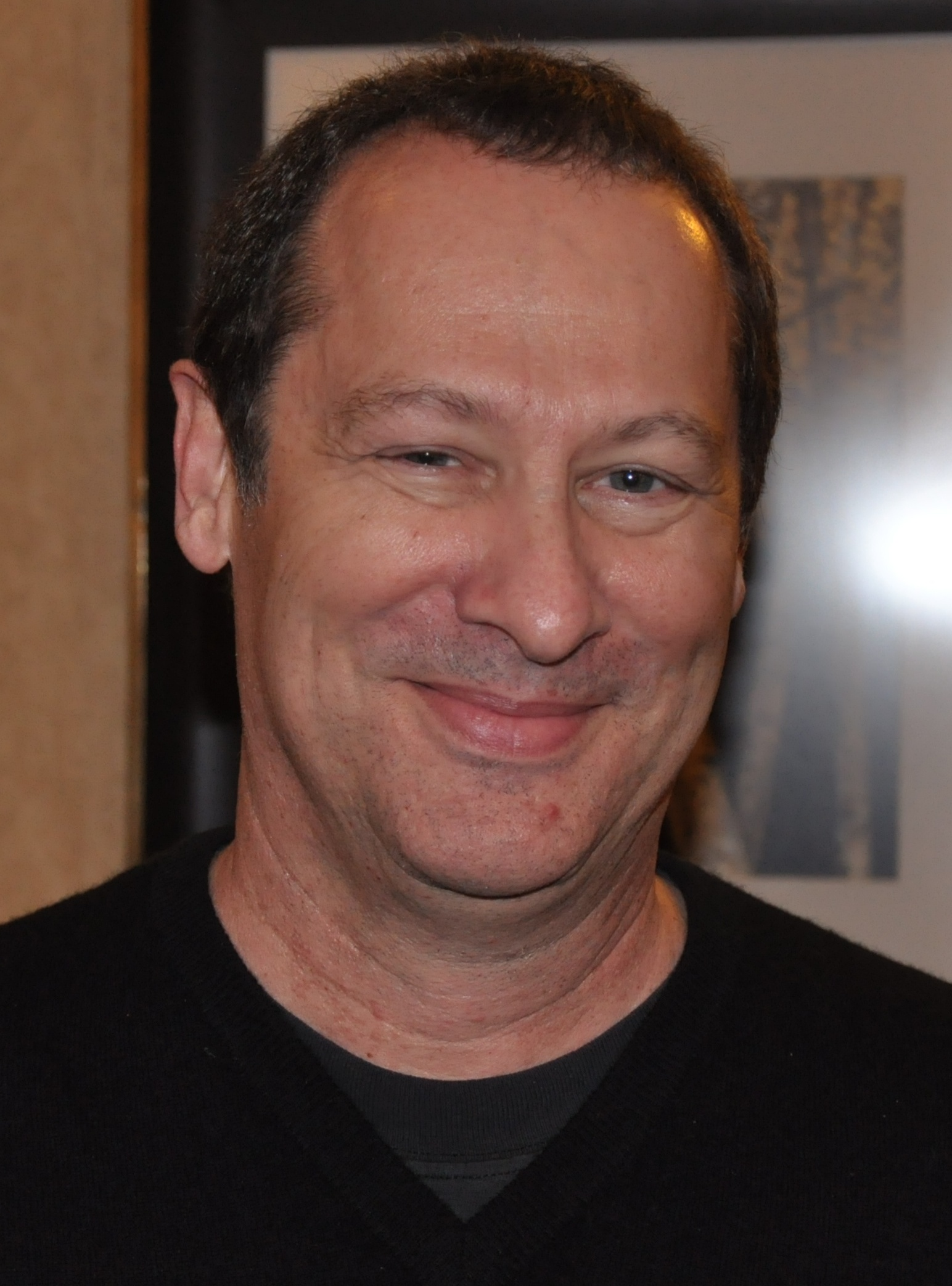
Cliff Martinez, autore della maggior parte della colonna sonora

La colonna sonora è stata pubblicata dalla Lakeshore Records in concomitanza con l'uscita del film e comprende diciannove composizioni di musica elettronica. Tra i musicisti coinvolti spicca il nome di Cliff Martinez, autore di quattordici brani.

## Distribuzione
Il film è stato presentato in concorso alla 64ª edizione del Festival di Cannes il 20 maggio 2011, aggiudicandosi il prix de la mise en scène. La distribuzione nelle sale cinematografiche statunitensi è avvenuta il 16 settembre 2011, mentre in Italia il 30 settembre dello stesso anno.

## Accoglienza

### Incassi
La pellicola è stata un successo commerciale, incassando 81 milioni di dollari a fronte di 15 milioni di dollari di budget.

### Critica
Drive ha ricevuto recensioni positive da parte della critica internazionale. Il sito Metacritic assegna al film un punteggio di 79 su 100, basato sulle recensioni di 43 critici. Rotten Tomatoes attribuisce al film una valutazione ancora più alta: Drive ottiene qui il 93% di recensioni positive ed il punteggio di 8.3 su 10, ricavato dai giudizi di 277 critici.

## Riconoscimenti
- 2012 – Premio Oscar
  - Candidatura per il miglior montaggio sonoro a Lon Bender e Victor Ray Ennis
- 2012 – Golden Globe
  - Candidatura per il miglior attore non protagonista a Albert Brooks
- 2012 – Premio Amanda
  - Miglior film straniero
- 2012 – British Academy Film Award
  - Candidatura per il miglior film a Nicolas Winding Refn
  - Candidatura per il miglior regista a Nicolas Winding Refn
  - Candidatura per il miglior montaggio a Matthew Newman
  - Candidatura per la miglior attrice non protagonista a Carey Mulligan
- 2012 – Premio Bodil
  - Candidatura per il miglior film statunitense
- 2011 – Boston Society of Film Critics Award
  - Miglior attore non protagonista a Albert Brooks
  - Migliore utilizzo della musica in un film a Cliff Martinez
- 2011 – British Independent Film Award
  - Candidatura per il Miglior film indipendente straniero
- 2012 – Broadcast Film Critics Association
  - Miglior film d'azione
  - Candidatura per il miglior film
  - Candidatura per il miglior attore a Ryan Gosling
  - Candidatura per il miglior attore non protagonista a Albert Brooks
  - Candidatura per il miglior regista a Nicolas Winding Refn
  - Candidatura per la miglior fotografia a Newton Thomas Sigel
  - Candidatura per il miglior montaggio a Matthew Newman
  - Candidatura per la miglior colonna sonora a Cliff Martinez
- 2012 – Premio César
  - Candidatura per il miglior film straniero
- 2012 – David di Donatello
  - Candidatura per il miglior film straniero
- 2011 – Festival di Cannes
  - Prix de la mise en scène a Nicolas Winding Refn
  - Candidatura per la Palma d'oro a Nicolas Winding Refn
- 2011 – Satellite Award
  - Miglior attore a Ryan Gosling
  - Miglior attore non protagonista a Albert Brooks
  - Miglior regista a Nicolas Winding Refn
  - Miglior suono a Dave Patterson, Lon Bender, Victor Ray Ennis, Robert Fernandez
  - Candidatura per il miglior film
  - Candidatura per il miglior montaggio a Matthew Newman
  - Candidatura per la miglior fotografia a Newton Thomas Sigel
  - Candidatura per la miglior colonna sonora originale a Cliff Martinez